# Lac Lily (Colorado)
Pour les articles homonymes, voir Lac Lily.
Le lac Lily, en anglais Lily Lake, est un lac de barrage dans l'État américain du Colorado. Il est situé à une altitude de 2 721 m dans le comté de Larimer et le parc national de Rocky Mountain.
Un sentier de randonnée, le Lily Lake Trail, fait le tour du plan d'eau.